# تشيستر آلان آرثر الثاني
تشيستر آلان آرثر الثاني (بالإنجليزية: Chester Alan Arthur II)‏ (و. 1864 – 1937 م) هو ابن الرئيس الأمريكي تشستر آرثر ولد في مدينة نيويورك، وتلقى تعليمه في جامعة برنستون.